# 平岡瑤子
平岡 瑤子（ひらおか ようこ、1937年（昭和12年）2月13日 - 1995年（平成7年）7月31日）は、三島由紀夫の妻。杉山寧の娘。専業主婦として側面から三島の文筆活動を支え、未亡人となってからは、夫の書誌の編集や遺作の整理・保存、著作権保護に尽力し、経団連襲撃事件の際には、犯人の元楯の会会員の説得にあたった。
なお、瑤子と新婚旅行中の三島が宿泊先の箱根の富士屋ホテルの便せんで、「私の妻瑤子は21歳の大学生です。彼女はとてもかわいくて、良い子（really cute and sweet）です」と、アメリカの出版社（英訳『仮面の告白』刊行）の社長宛てに近況報告していた手紙が、2015年（平成27年）に発見された。

## 生涯

### 生い立ち
1937年（昭和12年）2月13日（土曜日）、日本画家の父・杉山寧と母・元子の間に長女として誕生。その後、妹1人と弟2人ができ、4人姉弟の1番上として育った。幼い頃より能に親しんだ。
瑤子の通う日本女子大学附属豊明小学校には1学年下に村松英子がいて顔見知りであった。英子の兄・村松剛は小学校4年の妹の学芸会を見学した際、5年生の演劇で御小姓の役を演じる小柄で目鼻立ちのはっきりした可憐な少女に目がいき、その子の名前を英子に訊ねると、「ああ、あの方は杉山瑤子さんよ」と教えられた。
1957年（昭和32年）の夏にも、村松は妹・英子と軽井沢の喫茶店に入った時に、偶然瑤子を見かけた。

### 三島との出会い
1958年（昭和33年）3月23日、日本女子大学英文科2年生の時、瑤子の良縁を探していた叔母の小松静子夫人（夫は元伯爵の小松晃道）と親しい間柄の湯浅あつ子が、瑤子の写真を友人の三島由紀夫に見せた。その見合い写真は、秋山庄太郎の港区麻布今井町（現・六本木）のスタジオで秋山の弟子が撮影したものであった。瑤子が三島好みの「丸顔で可愛らしい」顔だったためOKを出し、会うこととなった。
4月13日、湯浅は瑤子を連れて銀座のドイツ料理店「ケテル」で三島と引き合わせ、その後3人で「浜作」で夕食を取った後、青山のナイトクラブに踊りに行った。三島は瑤子と踊っている時、瑤子が遊びずれしていないことが判り、翌日14日、「なかなかよろしいではないか」と気に入った旨を湯浅に報告した。瑤子の感想の方も、「どうにかなってしまいそうでした」と嬉しそうな声であったという。
4月21日にも湯浅同伴で三島と瑤子は再び会い、第一生命ホールで映画『女優志願』の試写会を観て、西新橋田村町の「ジョージス」で夕食後、青山のナイトクラブに行った。4月30日には、湯浅と小松夫人が目黒区緑ケ丘（現・緑が丘一丁目）の三島の家を訪問し下話をまとめ、5月3日に、平岡家と杉山家の両家での懇談を持った。
5月5日、三島の父・平岡梓は、杉山夫妻と瑤子、小松夫人と湯浅を中華料理店に招待し、正式に瑤子と三島の婚約の運びとなった。この時、三島の母・倭文重は病気入院中で欠席しており、5月1日の手術で癌ではないことが判明していた。瑤子は大学を2年で中退して、主婦業に専念することとなった。
ジョン・ネイスンは、同性愛者の三島はもともと結婚を考えていなかったと推察し、甲状腺癌（手術の後に誤診であることが判明）と診断された母を安心させるために取り急ぎ瑤子と結婚したと書いているが、実際には、母親の病気発覚以前から三島が結婚を考えたことは様々な資料から明らかで、1957年（昭和32年）には、のちに皇后となる独身時代の正田美智子（日清製粉の社長令嬢）と歌舞伎座で隣り合わせになる形で待ち合わせ、銀座六丁目の小料理屋「井上」の2階で食事を兼ねたお見合いをしている。さらに1954年（昭和29年）8月から約3年半、三島と交際していた豊田貞子（結婚後の名は後藤貞子）という結婚寸前の女性もいた。また1952年（昭和27年）に遡ると、川端康成の養女・黒田政子との結婚を秀子夫人に切り出して断られたこともあった。
5月9日、平岡・杉山両家は結納を取り交わした。平岡家からはダイヤモンドの指輪が瑤子に贈られ、杉山家からは夏服仕立て券付き布地1着分が三島に贈られた。三島が結婚するという驚きのニュースはすぐに文壇に拡がり、石原慎太郎は、「三島さんが見合結婚なんて考えられない。人の知らない間に、どこかで素晴らしいお嬢さんをちゃんと射止めていたんじゃないかな。見合結婚というのもひとつの演出と思われるほどだ」と祝福した。
三島の所属する「鉢の木会」の面々も、「まるで、スキャンダル並だね」（福田恆存）、「結構でしょう、そろそろ年貢の納め時だ」（大岡昇平）、「アレも人の子ヨメ迎え」（中村光夫）、「ちくしょう、また物入りだな」（吉田健一）と週刊誌の取材にコメントした。三島は結婚相手の条件を、「三島由紀夫」ではなくて、「平岡公威」と結婚したい女性を望む旨と共に、以下のように語っていた。
また「家庭の事情」も重んじたとし、「その意味で芸術家の娘を選んだことはよかつたと思ふ」と述べ、「三十三にもなつて、二十一の可愛い女房を迎へたのだから、嬉しい」と喜びを語った。
5月20日、瑤子は三島と共に秋山ちえ子の取材を銀座の「ケテル」で受けた後、「和光」に赴き、三島が注文していた婚約指輪を受け取った。

### 結婚
6月1日の日曜日、瑤子と三島は、港区元赤坂の明治記念館で結婚式を挙げ、神妙な顔つきで三々九度の盃をあげた。披露宴は午後4時から麻布三河台町（現・六本木）の国際文化会館にてカクテル・パーティー式で開かれた、平岡精二クインテットが「魅惑のワルツ」を演奏する中、新郎新婦が入場した。タキシード姿の三島の横で、瑤子は純白のウェディングドレスに身を包み、カトレアと白薔薇の花束を胸に抱えていた。
媒酌人は川端康成で、司会はべらんめえ口調の外人タレント・ロイ・ジェームス（のちに湯浅あつ子の夫となる）が務めた。川端は、「新郎はすでに一家をなしている人でありますから、私の方でよろしくお願いしたいくらいで、皆様によろしくとは申しませんが、新婦はまだ二十一歳。くれぐれもよろしくお願いいたします。（中略）世界的作家・三島由紀夫氏の媒酌をすることにより、私の名はまたもや世界的に広まることでありましょう」とユーモアを交えて挨拶した。
三島は招待客の間を、「可愛いだろう」「可愛いでしょう」と自慢げに瑤子を紹介しながら巡り歩いていたという。披露宴はいくつかに分かれて行われ、椿山荘でのパーティーでは芸能人などが大勢かけつけていた。
新婚旅行は、披露宴後の午後5時51分の東京発熱海行きの湘南電車で出発し、小田原駅から車で箱根宮ノ下の富士屋ホテルに到着。「菊の間」に3泊した。6月3日は、箱根ホテルの庭からモーターボートで芦ノ湖を一巡りした後、夕方、富士屋ホテル前の版画屋で買った開化絵をジェイムス・メリル（英語: James Merrill）（小説家）と『仮面の告白』英訳出版社のニュー・ディレクションズ社（英語: New Directions Publishing）の編集長のロバート・マクリガー宛てに三島が船便で送った。6月4日は箱根を発ち、熱海起雲閣に宿泊した。ちなみに、冒頭部で説明した三島の手紙の日付は6月4日となっている。
6月5日、展望車「はと」で京都に向い、都ホテルに4泊。7日には、大映京都撮影所で、映画『炎上』の撮影風景を見学した。9日からはホテル大阪グランド（現・リーガロイヤルホテル）に2泊。10日は修学旅行で大阪に来ていた妹とその学友を交えホテルで夕食をとった。11日の夕方に天保山桟橋から「るり丸」に乗船して別府に向い、12日の午前11時に到着した後、高崎山などを見学して杉乃井旅館に宿泊した。
6月13日は地獄めぐりなどをした後、別府市鉄輪村で映画『美徳のよろめき』を観た。14日の午後、温泉列車「ゆのか」で別府を発ち、博多に到着して日活国際ホテルに宿泊。15日の午後、板付空港から日航機で発ち、羽田空港で弟妹、夫の弟・平岡千之の出迎えを受け、目黒区の三島の家へ帰宅し家族共々で祝いの夕食となった。

### 出産後
1959年（昭和34年）5月10日に大田区馬込東一丁目1333番地（現・南馬込四丁目32番8号）の新築の家へ転居した。同じ敷地内の離れには、夫の両親（梓と倭文重）も居住。6月2日に長女が誕生した。午後7時頃、三島が新生児室のガラス越しにわが子を見る。8日のお七夜で長女は「紀子」と命名された。16日夕方、瑤子は赤ん坊を抱いて病院から帰宅した。
1960年（昭和35年）5月23日には、東京西方に空飛ぶ円盤が現われるという情報を、同じ「日本空飛ぶ円盤研究会」会員の北村小松から得た三島と一緒に、自宅屋上で観測を続けUFOを目撃した。出没予測時刻の朝5時を過ぎても何も起こらないので、25分頃に三島が下りようとすると、北の方から黒い雲が出てきた。瑤子は「おやおや異変が現われたわ。円盤が出るかもしれなくってよ」と三島を引き留めた。やがて雲が西方に伸びてゆき、カプセルに似た形の葉巻型のUFOが現われた。
同年11月1日からは、夫と2人で海外旅行に出発。中村光夫や舟橋聖一らに見送られ、羽田空港からハワイに向い、サンフランシスコ、ロサンゼルス、ニューヨークなどを訪れ、12月2日からは、ポルトガル、スペインを経て、フランスへ行った。20日頃からロンドンに滞在し、その後ドイツに移動して年末まで滞在した。
1961年（昭和36年）の新年をローマで迎え、1月2日はボローニャ、3日と4日はベニス、5日はミラノに宿泊。6日からはローマに4泊し、10日からは、アテネ、カイロに宿泊。15日から香港に5泊し、タイガーバームガーデンなどを見学して、20日に羽田空港に帰着した。
1962年（昭和37年）5月2日には、長男・威一郎を出産した。瑤子は三島と仲睦まじく、この年から毎年（昭和40年まで）自宅でクリスマスパーティーを催し、手料理で招待客をもてなして西洋風の女主人の役を務めた。外出の際には、車の運転をしないペーパードライバーの三島のために運転手の役もこなした。
1964年（昭和39年）8月には、家族4人で2週間ほど静岡県下田市の下田東急ホテルに滞在し、この年以降、毎年8月は下田で過ごすことが一家の恒例行事となった。
1965年（昭和40年）夏頃、車の運転の得意な瑤子はスポーツカーレースの参加を希望したものの、三島の許可が得られず断念したこともあったとされる。なお、三島の母・倭文重によると、瑤子は三島の飼猫チルに嫉妬し、書斎にやって来るチルに三島が煮干しをあげて可愛がるのさえも嫌がったという。
同年9月5日から三島に同伴して、再び海外旅行に出発。ニューヨークなどに滞在した後、22日からヨーロッパ（ストックホルム、パリ、ハンブルク）を巡った。10月12日からは東南アジア（バンコク、カンボジア）を巡り、見学不可のタイ王国の薔薇宮を取材する三島を手助けし、31日に帰国した。
1967年（昭和42年）4月29日には、車に寿司や生菓子など手土産を積んで、三島が単身で体験入隊中の陸上自衛隊富士学校を訪問し、訓練に勤しむ三島を叱咤激励した。同年9月26日から10月4日までは、三島に同伴してインドへ行った（三島はその後も引き続きタイ王国、ラオスへ出発）。
1968年（昭和43年）12月には、三島が結成した楯の会の遊撃戦の講義（講師は山本舜勝）の場として、叔母・小松静子が経営していた品川の常盤軒のビルの一室を提供した。
1969年（昭和44年）3月10日には、三島が楯の会候補生を引率して第3回の自衛隊体験入隊中の富士学校滝ヶ原駐屯地を、日本ATGの葛井欣士郎と共に訪れた。瑤子は自宅にたびたびやって来る楯の会会員の若者らを、姐御肌の口調で取り仕切っていた。
1970年（昭和45年）7月、セギュール夫人のLes petites filles modèlesを『ちっちゃな淑女たち』の題名で松原文子（あやこ）と共訳し、小学館から刊行した（序文および訳文監修は三島が担当）。この本は小学館児童文学賞を受賞した。
同年11月25日に三島が割腹自殺した（詳細は三島事件を参照）。当日の朝、三島が髭剃りをしている頃、瑤子は2人の子供を学校へ車で送るために家を出た。その後、乗馬の練習に馬事公苑に向う途中、用件を思い出した瑤子は家に電話を入れて家政婦にそれを告げた。家政婦が受話器を置こうとすると、珍しく三島がそれをすばやく横取りし、瑤子から直接内容を聞き「ああ、そうか」と電話を置いた。それが夫との最後の会話となった。

### 夫の死後
三島事件で怪我をした自衛官らを見舞うなど、事後処置に追われる中、瑤子は1971年（昭和46年）に「三島瑤子」名義で夫の遺作『豊饒の海』の第4巻『天人五衰』（1971年）のカバー画を描いた他、1972年（昭和47年）1月刊行の『定本三島由紀夫書誌』（島崎博との共編、薔薇十字社）の完成に向けて尽力するなど、三島の蔵書や遺稿の保存整理に心を砕いた。
三島が演出し、自身の死後に上演予定していた戯曲『サロメ』（オスカー・ワイルド原作）を、三島事件でパニックになった劇団浪曼劇場の代表演出家・松浦竹夫が上演中止すると宣言したが、瑤子が「上演をお願い」と電話を入れたことにより、無事予定通りに紀伊国屋ホールで上演された。
1971年（昭和46年）2月28日、西日暮里の神道禊大教会で行われた楯の会解散式に出席。杉山家は、神道と関係が深く、神道禊大教会は杉山家と縁があり、解散式の場所となった。元楯の会会員・伊藤好雄によると、瑤子は神道に関する造詣が深かったという。三島が生前に楯の会の班長らに渡し、皇居の済寧館に預けられていた日本刀を、瑤子は各班長に形見として渡した。
同年3月23日から東京地方裁判所で始まった「楯の会事件」の公判（全18回）には、舅の平岡梓、遺言執行人の斎藤直一弁護士と共に傍聴した。7月7日には、第7回公判で保釈になった小賀正義、小川正洋、古賀浩靖を出迎えに小菅の東京拘置所に行き、彼らを自宅に招いて食事会をした。
三島の命日11月25日には、毎年何人かの親しい知人（編集者の榎本昌治、川島勝、記者の伊達宗克、演出家の織田紘二など）を自宅に招いて夕食会を開いた。客にもてなす料理は瑤子が全て手作りし、食器や酒器の中には、父・杉山寧の絵付けのものもあり、全て瑤子の窯の作品であったという。
三島の遺志では、三島邸は「三島記念館」にし、家族は別の場所に家を建てて住むことが希望されていた。その意向に沿うことはできなかったが、瑤子は三島邸を夫が在世当時のままの状態で維持することに努力した。しかし折々の息苦しさから逃れるため、三島邸とは別に小さなマンションを都内に求め、染付けの絵を描いたり、金属ビーズのハンドバッグを織ったりといった仕事で心を紛らせた。千代田区三番町の霞友会館では、毎年それらの作品を展示していた。
1976年（昭和51年）4月中旬からアメリカ旅行に出発した瑤子は、ニューヨーク・シティ・オペラで上演のオペラ『卒塔婆小町』を鑑賞し、三島の小説『午後の曳航』をルイス・ジョン・カルリーノ（英語:  Lewis John Carlino ）が映画化した作品『The Sailor who fell from grace with the sea』のプレミアショーに出席した。同年7月5日には、その映画の日比谷みゆき座での日本試写会に倭文重と出席。帝国ホテルでの映画完成記念パーティーで、瑤子は日本語と英語で挨拶をした。この年の12月16日に舅・平岡梓が死去した。
1977年（昭和52年）3月3日、元楯の会会員・伊藤好雄と西尾俊一も加わった経団連襲撃事件に際して、経団連会館に立てこもった彼らの説得にあたった。瑤子は夜中の0時頃に現場の会長室に電話をいれ、「あんた、伊藤さんでしょ。何やってんのよ。もう、いい加減に出てきなさい」と叱りつけ、切られても再度電話し、「今から私がむかえにいくからね。ドア、開けてよ」と告げた後に直談判に向った。瑤子はすでに会館を訪れていて、会長室の下の階から電話をかけていたため、すぐに部屋にやって来た。急襲に遭った伊藤らは強い要求にドアを開けてしまい、瑤子の気迫に押されて投降となった。
平岡梓の没後、倭文重は、亡き娘・美津子の同級生で日頃から娘のように親しくしていた女性・新井道子の紹介で、1981年（昭和56年）正月から世田谷区上用賀三丁目19-8の高級老人ホーム「フランシスコ・ビラ」へ入居した。一説には、瑤子が倭文重に対し、敷地内の和風屋敷から立ち退くことを強く求め、虎の門病院分院から退院した倭文重が、次男・千之の力添で入居したとも言われている。
1985年（昭和60年）1月に発表された雑誌インタビューで瑤子は、三島亡き後の14年間の生活を語った。
1987年（昭和62年）9月1日に三島由紀夫賞が創設され、瑤子は授賞式パーティーに毎年出席した。同年10月21日、倭文重が心不全のため虎の門病院で死去した。
1988年（昭和63年）9月9日、東京都中央区銀座八丁目5-24のエイトスタービル1階に宝飾店「アウローラ」を、長男の威一郎が開店した。1990年（平成2年）9月24日に長女の紀子が結婚。1993年（平成5年）10月20日には、実家の父・杉山寧が死去した。
1995年（平成7年）、瑤子は初夏頃から肺真菌症が悪化し、シンガポール（外交官の夫の駐在先）から帰国していた長女・紀子の看病を自邸にて受けていたが、容態が急変したため東京女子医科大学病院に入院し、7月31日、急性心不全で死去した。容態が急変した時に紀子が救急車を呼ぼうとしたが、瑤子は「近所に迷惑だから、威ちゃんに連れて行ってもらいたい」と頼んだという。
それ以前のある時期に、喘息の発作に悩まされ、庭に出て一夜を明かすこともあったが、台湾の鍼灸師に看てもらって回復したと言い、同じく喘息持ちの知人・川島勝（講談社の編集者）にも勧めていたこともあった。また瑤子は川島に、「こんどメタル・ビーズを使って面白い本を作ってみない？」と装幀の仕事に意欲を見せていたが、訃報の年にはビーズ作品展も、三島由紀夫賞授賞式にも欠席していた。
告別式は8月2日に自宅で営まれ、葬儀委員長は中央公論社の嶋中鵬二が務めた。

## 人物像
- 瑤子について小島千加子（新潮社の編集者）は、女優の桑野みゆきに似ていると言い[83]、川島勝は、ライザ・ミネリに似ているとしている[15]。
- 瑤子は三島の同性愛的な交友関係を厭い、これに厳しく警戒の目を光らせていたとされ[19]、三島がボディビル仲間を時々家に招いて筋肉を見せ合うことも嫌がったため、彼らは三島の家に来られなくなったとされる。瑤子は1967年（昭和42年）11月頃から、秘書として三島宛ての手紙を開封することも許されていたが[84]、湯浅あつ子によると、瑤子の嫉妬の対象は男女を問わず、三島の仕事仲間や共演女優、過去の交友すべてに及んでいたという[24]。また、三島の愛する飼猫にも嫉妬し、猫を三島から遠ざけさせたとされる[54][55]。
- 三島が最初に単身で自衛隊体験入隊した時に面会に行った瑤子は、真っ白なミニスカートに白のブーツという最新のファッションであった[58]。崖をロープで渡る訓練をする三島が途中で宙吊りになって挫折しそうになった時には、それを腕組みして見つめながら、「あなた、頑張りなさい」と厳しく叱咤していたという[58]。
- 経団連襲撃事件に関わった元楯の会1期生の伊藤好雄は、瑤子の人柄について以下のように語っている[4]。

## 出版停止関連
三島の名誉や著作権の保護において断固たる対応をとって話題となった（ただし、一部の書籍に関しては瑤子死後に出版されている）。
- 1974年（昭和49年）、『週刊朝日』12月13日号から始まった紀平悌子（佐々淳行の実姉）の連載手記「三島由紀夫の手紙」に対して、書簡を無断で引用した著作権法違反にあたるとして、弁護士・今野勝彦を通じて抗議し、連載は中止された[85][注釈 8]。
- 1976年（昭和51年）6月にジョン・ネイスン著『三島由紀夫――ある評伝』の日本語版が出版されたが、事実誤認と、ネイスンの「あとがき」から夫人が内容を容認したかのような誤解を受けるとして、版元の新潮社に出版停止を申し入れ、新潮社は本を回収し発売中止とした[86]。但し、瑤子死後の2000年（平成12年）8月に新版刊行された[87]。
- 1984年（昭和59年）11月、写真週刊誌『フライデー』創刊号（11月23日号）の「14年目に発見された衝撃写真――自決の重みをいま」に、三島の生首のアップ写真が掲載されたことに対し、版元の講談社に抗議して同誌の出版を差し止め、店頭からも回収させた[77]。また、写真の出所について警視庁に調査を依頼した（警視庁撮影のものと思われるため）[88]。
- 上記の件の同年末に行われた伊達宗克と徳岡孝夫によるインタビューの中では、「フォト・ジャーナリズムのこのたびの行為は、（江戸時代の）晒し首です。晒し首は死刑以上の刑罰であることを、あの雑誌の編集に携った人々は、ご存じなのでしょうか」と、三島事件に対するマスコミの取材行動について語った[1][77]。
- 1984年（昭和59年）4月、前年6月に製作発表され、日本でも『MISHIMA ――11月25日・快晴』の邦題で公開予定されていた映画『ミシマ:ア・ライフ・イン・フォー・チャプターズ』（フランシス・フォード・コッポラ製作・総指揮、ポール・シュレイダー監督）に対して、同性愛やバイオレンスを扱うのは契約違反だとして、今後一切協力しないことを製作者側に表明した[89][90]。
- 1985年（昭和60年）7月、三島の学習院時代の親友三谷信が『級友 三島由紀夫』を笠間書院から刊行したが、三島の私信を無断引用しているため、弁護士・岩田広一を通じて同書の回収を求め、版元の笠間書院がそれに応じて絶版となった[91]。しかし、瑤子死後の1999年（平成11年）12月に中公文庫で再版された。
- 2005年（平成17年）8月、それまで現存しないと考えられていた三島の自主製作映画『憂国』（1966年公開）のネガフィルムが、長男・威一郎が家主の三島邸で発見され話題を呼んだ[92]。同作品を忌避した瑤子夫人の要請により、上映用フィルムは三島自刃の翌年の1971年（昭和46年）にすべて焼却処分にされていたが、発見されたフィルムは、共同製作者藤井浩明の「ネガフィルムだけはどうか残しておいてほしい」という要望で、瑤子夫人が自宅に密かに保存していたものであった[92]。茶箱の中には、ネガフィルムのほか、映画『憂国』に関する資料全てが数個のケースにきちんと分類・収納されていた。ネガフィルムの存在を半ば諦めていた藤井浩明は、これを発見した時の喜びを、「そこには御主人（三島）に対する愛情と尊敬がこめられていた。ふるえるほどの感動に私は立ちつくしていた」と語っている[92]。

## 共訳著・編書
- 『ちっちゃな淑女たち――カミーユとマドレーヌの愛の物語』（小学館、1970年7月20日）
  - 共訳：平岡瑤子・松原文子（松原秀一夫人）。監修：三島由紀夫。原作：セギュール夫人
  - 三島の「序」「解説」付。装幀・挿絵：池田浩彰
  - ※ 1970年11月27日に小学館児童文学賞を受賞。
- 『定本三島由紀夫書』（薔薇十字社、1972年1月）
  - 編者：三島瑤子・島崎博。序文：三島瑤子
  - ※ 自決前に出版社の内藤三津子から依頼を受け編まれた三島の生前までの著書・作品・上演目録・年譜。蔵書目録（一部）も収録。
- 『グラフィカ三島由紀夫』（新潮社、1990年9月10日）
  - 写真撮影：斎藤康一、篠山紀信、鈴木薫、田沼武能、土門拳、野上透、深瀬昌久、細江英公、宮本隆司、新潮社写真部
  - 編者：三島瑤子・藤田三男。年譜（「三島由紀夫の軌跡」）作成：山口基
  - ※ 文庫版の『写真集 三島由紀夫'25〜'70』（新潮文庫、2000年11月1日）には、藤田三男の「文庫版あとがき」があり。